# Відзи
Ві́дзи (біл. Відзы) — селище міського типу в Вітебській області Білорусі, у Браславському районі.
Населення селища становить 2,0 тис. осіб (2006).

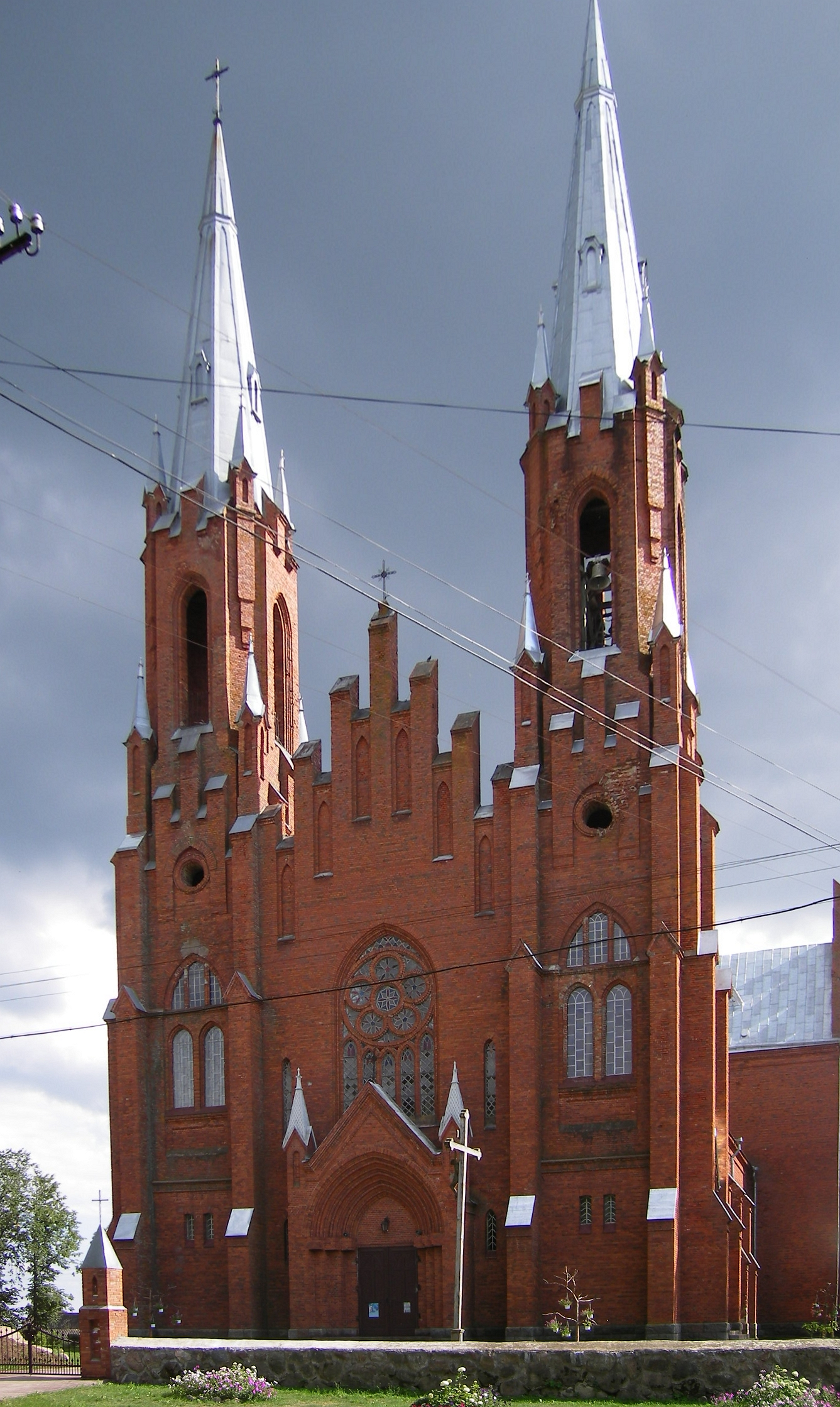
Костел Святої Трійці

| Білорусь | Це незавершена стаття з географії Білорусі. Ви можете допомогти проєкту, виправивши або дописавши її. |

1. ↑  http://analytics.nca.by/res/docs/Видзы_2012-2019.pdf
2. ↑  GeoNames — 2005.